# Casa de Ponce de León
La casa de Ponce de León es un linaje leonés, que surgió por el matrimonio de Pedro Ponce de Cabrera con Aldonza Alfonso de León, hija ilegítima del rey Alfonso IX de León y de su amante Aldonza Martínez de Silva, cuyos descendientes adoptaron el apellido compuesto «de León». Dicho linaje fue el germen de la casa de Arcos, que ostentó títulos tales como el ducado de Arcos  y el marquesado de Cádiz. Sus descendientes entroncaron con diversas casas nobiliarias como Vidaurre, Jérica, Lancia e incluyendo la Casa de Guzmán, con la que desde su llegada a Andalucía hubo luchas durante algunos años, tras arreglar sus diferencias por el entronque de Beatriz Castilla y Ponce de León en el siglo XIV por línea femenina y la relación con el rey Enrique II de la que también descienden muchos otros caballeros y los duques de Benavente.

## Escudo de Armas
Escudo partido:
- Primer cuartel: De plata, con un león rampante de gules (León);
- Segundo cuartel: De oro, con cuatro bastones de mando, de gules, en una faja;
- Bordura general de azur, con ocho escudetes de oro, barrados de azur.

## Títulos de nobleza otorgados originalmente a los Ponce de León
- Señorío de Marchena, creado a favor de Fernando Ponce de León, el 18 de diciembre de 1309 por el rey Fernando IV;
- Condado de Arcos, creado a favor de Pedro Ponce de León y Haro, VIII señor de Marchena, en 1431 por el rey Juan II;
- Marquesado de Cádiz, creado a favor de Juan Ponce de León y Ayala, II conde de Arcos, el 20 de enero de 1471 por el rey Enrique IV;
- Ducado de Cádiz, creado a favor de Rodrigo Ponce de León, III conde de Arcos, II marqués de Cádiz, en 1484 por Los Reyes Católicos;
- Marquesado de Zahara, creado a favor de Rodrigo Ponce de León, I duque de Cádiz, en 1492 por Los Reyes Católicos;
- Ducado de Arcos, creado a favor de a Rodrigo Ponce de León, por elevación del condado de Arcos, el 20 de enero de 1493 por Los Reyes Católicos;
- Condado de Casares, creado a favor de Rodrigo Ponce de León, I duque de Arcos, como permuta por la supresión del marquesado y el ducado de Cádiz, el 20 de enero de 1493 por Los Reyes Católicos;
- Condado de Bailén, creado a favor de Rodrigo Ponce de León y Castro, el 1 de septiembre de 1522 por el rey Carlos I;
- Marquesado de Castilleja del Campo, creado a favor de Tomás Ponce de León y Cueto de Lamadriz, el 8 de junio de 1682 por el rey Carlos II;
- Marquesado de Molesina, creado a favor de Lope Ponce de León y Ursino, el 20 de mayo de 1651 por el rey Felipe IV;
- Marquesado del Castillo del Valle de Sidueña, creado a favor de Luis Ponce de León y López de Morla, el 14 de julio de 1797 por el rey Carlos IV.

## Los Ponce de León miembros de la Orden del Toisón de Oro
- Rodrigo Ponce de León,  III duque de Arcos, en 1611;
- Antonio Ponce de León, XI duque de Arcos, en 1764;
- Antonio María Ponce de León, IV duque de Montemar en 1757.

## Palacios Importantes

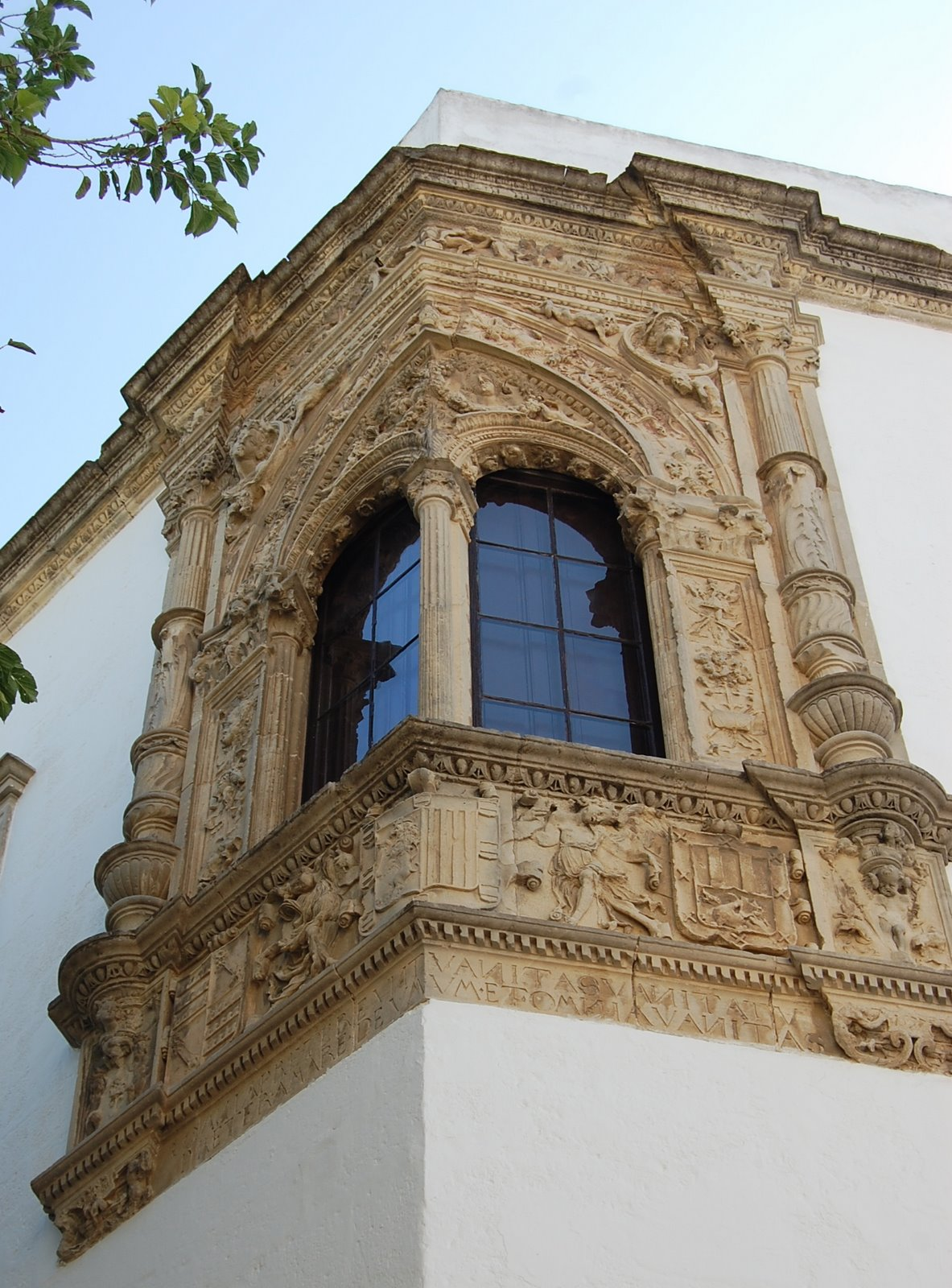
Ventana de la Casa-palacio de los Ponce de León en Jerez. Se observa el escudo en la parte inferior

- Casa-Palacio de la Familia de León.
- Casa de Ponce De León